# Малун
Малу́н (кит. упр. 马龙, пиньинь Mǎlóng) — район городского подчинения городского округа Цюйцзин провинции Юньнань (КНР). Название является словом языка народности и, означающим «солдатский город».

## История
После завоевания Дали монголами и вхождения этих мест в состав империи Юань в 1276 году была создана Малунская область (马龙州). После свержения власти монголов и вхождения этих мест в состав империи Мин в 1390 году здесь была создана Малунская охранная тысяча (马龙守备千户所), но затем она снова была преобразована в Малунскую область. После Синьхайской революции в Китае была произведена реформа структуры административного деления, в ходе которой были упразднены области, и в 1913 году Малунская область была преобразована в уезд Малун (马龙县).
После вхождения провинции Юньнань в состав КНР в 1950 году был образован Специальный район Цюйцзин (曲靖专区), и уезд вошёл в его состав. В 1960 году уезд Малун был присоединён к уезду Цюйцзин, но уже в 1962 году он был воссоздан.
В 1970 году Специальный район Цюйцзин был переименован в Округ Цюйцзин (曲靖地区).
В 1997 году округ Цюйцзин был преобразован в городской округ.
Постановлением Госсовета КНР от 1 апреля 2018 года уезд Малун был преобразован в район городского подчинения.

## Административное деление
Район делится на 5 уличных комитетов, 2 посёлка и 3 волости.